# 斛律皇后
斛律皇后（？—？），太安郡狄那县（今山西省晋中市寿阳县）人，北齐后主高纬第一位皇后，左丞相斛律光之女。

## 生平
斛律氏初为皇太子妃。565年，高纬即位，四月立斛律氏为皇后。572年正月，皇后生一女，后主欲取悦斛律光，诈称生男，为之大赦。六月，后主诬杀斛律光，八月废斛律皇后为庶人，后令其为尼。北齐灭亡后，斛律皇后嫁给开府元仁为妻。

## 外部連結
[在维基数据编辑]
 《北史·卷014》，出自李延壽《北史》

| 前任： 胡皇后 (北齐武成帝) | 北齐皇后 565年—572年 | 繼任： 胡皇后 (北齐后主) |